# Ругозеро (озеро, Муезерский район)
Ругозеро — озеро на территории Ругозерского сельского поселения Муезерского района Республики Карелии.

## Общие сведения
Площадь озера — 10,7 км², площадь водосборного бассейна — 69,7 км². Располагается на высоте 130,3 метров над уровнем моря. Объём воды — 0,0268 км³.
Форма озера продолговатая, серповидная: оно вытянуто с севера на юг. Берега каменисто-песчаные, местами заболоченные.
Через Ругозеро протекает река Руга, впадающая в реку Онду, втекающую, в свою очередь, в Нижний Выг.
В озере расположены два небольших острова без названия.
На восточном берегу Ругозера располагается одноимённое село, через которое проходит дорога местного значения 86К-173 («Подъезд к п. Ондозеро»).
Код объекта в государственном водном реестре — 02020001311102000008128.